# Adelphi Charta
Die Adelphi Charta über Kreativität, Innovation und geistiges Eigentum (Adelphi Charter on Creativity, Innovation and Intellectual Property) ist das Ergebnis eines Projekts, das im Auftrag der im Londoner Stadtviertel Adelphi ansässigen Royal Society of Arts (RSA) durchgeführt wurde und bezweckte, eine gute Politik des geistigen Eigentums zu definieren. Die Charta wurde am 13. Oktober 2005 beschlossen.
In der Folge hat sie die Reflexion über die Gesetzgebung zum geistigen Eigentum beeinflusst, insbesondere die Erklärung Copyright for Creativity - A Declaration for Europe.

## Adelphi Charta über Kreativität, Innovation und geistiges Eigentum
Die Adelphi Charta lautet in (nicht autorisierter) Übersetzung:
Die Fähigkeit der Menschheit, neue Ideen und neues Wissen hervorzubringen, ist ihre größte Stärke. Sie ist die Quelle von Kunst, Wissenschaft, Innovation und wirtschaftlicher Entwicklung. Ohne sie kommen Individuen und Gesellschaften zum Stillstand.
Diese kreative Fähigkeit braucht den Zugang zu Ideen, Wissenserwerb und Kultur anderer Menschen der Gegenwart und der Vergangenheit. Ebenso werden in der Zukunft andere das gebrauchen, was wir geschaffen haben. Menschenrechte fordern uns auf sicherzustellen, dass jeder Informationen und Wissen nutzen und weitergeben kann, damit Individuen, Gruppen und Gesellschaften ihr Potential entfalten können.
Kreativität und Investitionen müssen anerkannt und vergütet werden. Eine Gesetzgebung zum geistigen Eigentum muss heute wie in der Vergangenheit zum Ziel haben, sowohl die Weitergabe von Wissen als auch die Vergütung von Innovation zu sichern.
Die Ausdehnung des Rechtes des geistigen Eigentums während der vergangenen 30 Jahre hat zu einer Rechtspraxis geführt, die jede vernünftige Beziehung zu modernen technischen, wirtschaftlichen und sozialen Entwicklungen verloren hat. Dieser Bruch bedroht die Kreativitäts- und Innovationskette, von der wir und künftige Generationen abhängen.
Daher fordern wir die Regierungen und die internationale Gemeinschaft auf, diese Prinzipien zu wahren:
1. Gesetze zur Regelung geistiges Eigentums müssen der Erreichung kreativer, sozialer und wirtschaftlicher Ziele dienen, anstatt selbst das Ziel zu sein.
2. Diese Gesetze und Regelungen müssen den grundlegenden Menschenrechten auf Gesundheit, Bildung, Arbeit und kulturelles Leben dienen und sind diesen untergeordnet.
3. Das öffentliche Interesse verlangt Ausgewogenheit zwischen Gemeinfreiheit und privaten Rechten. Es verlangt ebenso eine Ausgewogenheit zwischen dem freien Wettbewerb, der für eine wirtschaftliche Dynamik unverzichtbar ist, und den Monopolrechten, die durch Gesetze zum geistigen Eigentum gewährt werden.
4. Der Schutz geistigen Eigentums darf nicht auf abstrakte Ideen, auf Fakten oder Daten ausgedehnt werden.
5. Patente dürfen nicht auf mathematische Modelle, wissenschaftliche Theorien, Software, Lehrmethoden, Geschäftsprozesse, medizinische Diagnose-, Therapie- oder Operationsmethoden ausgedehnt werden.
6. Urheberrechte und Patente müssen befristet und ihre Geltungsdauer auf das Angemessene und Nötige beschränkt sein.
7. Die Regierungen müssen zur Förderung des Zugangs und der Innovation eine große Breite an Urheberrechtsregelungen ermöglichen, einschließlich nicht-proprietärer Modelle wie Open-Source-Lizenzen und freien Zugangs zu wissenschaftlicher Literatur.
8. Die Gesetzgebung zum geistigen Eigentum muss die sozialen und wirtschaftlichen Bedingungen der Entwicklungsländer berücksichtigen.
9.	Regierungen sollten bei ihren Entscheidungen zum Recht geistigen Eigentums diese Regeln anwenden:
•	Die Vermutung spricht grundsätzlich gegen die Schaffung neuer Bereiche im Schutz geistigen Eigentums, die Ausweitung bestehender Vorrechte und die Verlängerung der Schutzdauer.
•	Die Beweislast liegt in diesen Fällen bei den Befürwortern einer Änderung.
•	Änderungen sind nur erlaubt, wenn eine gründliche Analyse klar zeigt, dass sie die Grundrechte und den Wohlstand fördern.
•	Hierbei sollte die Öffentlichkeit durchgehend einbezogen und eine verständliche, objektive und transparente Abwägung von öffentlichem Nutzen und Schaden durchgeführt werden.
RSA, Adelphi, London, 13. Oktober 2005

## Autoren
Die Charta wurde erarbeitet von einer internationalen Kommission aus Experten in den Bereichen der Kunst, der Kultur, der Menschenrechte, der Rechts-, Wirtschafts-, Natur- und Ingenieurwissenschaften, des öffentlichen Sektors und des Erziehungswesens.
Unter den Kommissionsmitglieder waren zur Zeit der Veröffentlichung:
- James Boyle - William Neal Reynolds Professor of Law, Duke Law School, and Faculty Co-Director, Center for the Study of the Public Domain, Duke University
- Lynne Brindley - Chief Executive, British Library
- William Cornish - Former Herchel Smith Professor of Intellectual Property University of Cambridge
- Carlos Correa - Centre for Interdisciplinary Studies on Industrial Property and Economics University of Buenos Aires;and South Centre Switzerland
- Darius Cuplinskas - Director, Information Programme Open Society Institute
- Carolyn Deere - Chair, Board of Directors, Intellectual Property Watch; and Research Associate, Global Economic Governance Programme, University of Oxford and University College Oxford.
- Cory Doctorow - Staff Member, Electronic Frontier Foundation; and writer
- Peter Drahos - Professor of Law, Director of the Centre for Competition and Regulatory Policy, and Head, RegNet, The Australian National University
- Bronac Ferran - Director, Interdisciplinary Arts Arts Council England
- Michael Jubb - Director, UK Research Libraries Network
- Gilberto Gil - Minister of Culture, Brazil; and musician
- Lawrence Lessig - Chair, Creative Commons; Professor of Law and John A. Wilson Distinguished Faculty Scholar Stanford Law School
- James Love - Executive Director, Consumer Project on Technology; and Co-Chair, Transatlantic Consumer Dialogue (TACD) Committee on Intellectual Property
- Hector MacQueen - Professor of Private Law and Director, AHRB Research Centre on Intellectual Property and Technology Law University of Edinburgh
- John Naughton - Professor of the Public Understanding of Technology, Open University; Fellow of Wolfson College, Cambridge University; and columnist, 'The Observer'
- Vandana Shiva - physicist, philosopher, environmental activist and writer.
- John Sulston - Nobel Laureate; former Director, Wellcome Trust, Sanger Institute
- Louise Sylvan - Deputy Chair, Australian Competition and Consumer Commission

Leiter war John Howkins und Forschungskoordinator Jaime Stapleton.